# Aprilia RS-GP
Die Aprilia RS-GP ist ein Rennmotorrad, das von Aprilia entwickelt wurde und seit 2015 in der MotoGP-Klasse, der höchsten Prototypen-Kategorie der FIM-Motorrad-Straßenweltmeisterschaft, eingesetzt wird. Betreut wurde der Einsatz des Motorrades anfangs von Gresini Racing. Ab der Saison 2022 tritt Aprilia wieder als eigenständiges Werksteam an und betreut ihre Maschine selbst. Der Saison entsprechend wird der Bezeichnung die aktuelle Jahreszahl angefügt.

## Technik

### 2015er-Modell
Das Motorrad basiert auf dem Aprilia-ART-Projekt (Aprilia Racing Team). Die ART-Maschine wiederum basiert auf der Aprilia RSV4 und wurde in der CRT-Kategorie eingesetzt. Um konkurrenzfähig zu sein, wurden einige Elemente angepasst. Unter anderem werden Pneumatische Ventilfedern verwendet. Die Zylinder haben eine Bohrung von 81 mm, statt 78 mm bei der RSV4.
Die Teleskopgabel vorn besteht aus Magnesium und arbeitet, wie auch die Schwinge, mit Dämpferelementen von Öhlins.
Seit dem Großen Preis von Italien 2015 in Mugello kommt das sogenannte „Seamless-Getriebe“ zum Einsatz. Damit ist es möglich, die Gänge ohne Zugkraftunterbrechung zu wechseln.

### 2016er-Modell
Das Motorrad für die Saison 2016 wurde neu konstruiert und basierte nicht mehr auf der Aprilia RSV4. Die Leistung des neuen V4-Motors wurde mit mehr als 184 kW (250 PS) angegeben. Die Kurbelwelle rotierte entgegengesetzt zu den Rädern des Fahrzeugs. Theoretisch sollte so das Motorrad handlicher werden, da sich die Kreiselkräfte teilweise aufheben. Zusätzlich sinkt die Neigung zu einem sogenannten Wheelie.

### 2020er-Modell
Für die Saison 2020 wurde der V4-Motor grundlegend überarbeitet. Dabei wurde der Bankwinkel von 72° auf 90° verändert, so wie es Ducati und Honda schon länger bei ihren Motoren taten. Dadurch entfiel die Ausgleichwelle aufgrund weniger Vibrationen bei gleichzeitig mehr Leistung und besserem Ansprechverhalten.

### 2022er-Modell
Für die Saison 2022 wurde der Vertrag mit Gresini Racing aufgekündigt und Aprilia stieg nun als echtes Werksteam in die MotoGP ein, das Motorrad blieb weitestgehend gleich. Aprilia setzte als erster Hersteller auch am Heck der Maschine Flügel als aerodynamische Anbauten ein, die den Anpressdruck des Hinterrades steigern sollten.

## Renneinsätze

### 2010er Jahre

#### 2015
Die erste Saison mit der Maschine begann Aprilia mit den Fahrern Álvaro Bautista und Marco Melandri. Wegen anhaltend enttäuschender Ergebnisse wurde Melandri beim Großen Preis von Deutschland durch Michael Laverty ersetzt. Wegen Problemen mit seinem Arbeitgeber Forward Racing kündigte Stefan Bradl zur Mitte der Saison seinen Vertrag dort und ersetzte ab dem Großen Preis von Indianapolis Melandri.

#### 2016
Die zweite Saison der RS-GP bestritten die Fahrer Álvaro Bautista und Stefan Bradl.

#### 2017
Zur Saison 2017 wurden mit dem Briten Sam Lowes, der aus der Moto2-Klasse aufstieg, und dem Spanier Aleix Espargaró, der für Suzuki gefahren war, zwei neue Fahrer unter Vertrag genommen.

### 2020er Jahre

#### 2021
Mit dem dritten Platz von Aleix Espargaró beim Großen Preis von Großbritannien in Silverstone erreichte Aprilia die erste Podiumsplatzierung in seiner MotoGP-Geschichte. Mit Maverick Viñales war für die Saison ein neuer Fahrer verpflichtet worden, der Lorenzo Savadori ersetzt hatte. Dieser war dem Team als Testfahrer erhalten geblieben.

#### 2022
Aleix Espargaró gelang beim Großen Preis von Argentinien der erste Sieg für Aprilia in der MotoGP-Klasse. Er beendete die Saison mit seiner bis dato besten Platzierung in der MotoGP-Klasse als WM-Vierter mit sieben Punkten Rückstand auf WM-Rang drei.

#### 2023
Die Fahrerpaarung Espargaró-Viñales blieb für 2023 erhalten. Viñales kam am Beginn der Saison besser mit der Maschine zurecht als Espargaró. Er gewann zu Saisonmitte die Rennen in Großbritannien und Katalonien. Durch Platz zwei durch Viñales in Barcelona schaffte Aprilia zudem den ersten Doppelsieg in der MotoGP-Klasse.
Zusätzlich zu den beiden Werksmaschinen wurden erstmalig auch Maschinen für ein Kundenteam hergestellt. Das RNF MotoGP Racing Team wechselte, nachdem es aus der Auflösung des Petronas Sepang Racing Team hervorgegangen war, von Yamaha zu Aprilia.

#### 2024
Die Saison 2024 verlief für Aprilia wechselhaft. Einerseits gelang Viñales beim Grand Prix of The Americas in Austin sein erster und einziger Sieg für Aprilia und der einzige nicht-Ducati-Sieg der Saison. Andererseits war man nicht in der Lage, den Konkurrenten Ducati ernsthaft zu fordern. Aleix Espargaró trat seine letzte Saison für Aprilia an, nachdem er beim Großer Preis von Katalonien seinen Rücktritt als aktiver Stammfahrer in der MotoGP verkündet hatte. Er war seit 2017 für Aprilia aktiv gewesen und beendete seine letzte Saison ohne Podiumsplatzierung auf Rang elf der Gesamtwertung. Viñales gab ebenfalls seinen Abgang zu Saisonende bekannt. Er wechselte zu KTM. Er wurde im Gesamtklassement Siebenter. Das neue, US-amerikanische Kundenteam Trackhouse Racing Team übernahm den Startplatz von RNF Racing, nachdem dieses nicht für die Saison 2024 zugelassen worden war.

#### 2025
Für die Saison 2025wurden der amtierende Weltmeister Jorge Martín und der Italiener Marco Bezzecchi als Fahrer verpflichtet. Das Trackhouse Racing Team startet weiter als Aprilia-Kundenteam und verpflichtete den amtierenden Moto2-Weltmeister Ai Ogura als neuen Fahrer neben Raúl Fernández. Alle vier eingesetzten Maschinen entsprechen technisch der gleichen Ausbaustufe.

## Technische Daten
| Aprilia RS-GP              | Aprilia RS-GP                                                                                               |
| -------------------------- | --- |
| Motor                      | |
| Motortyp                   | Viertakt-V4 75° (90° ab 2020), flüssigkeitsgekühlt, DOHC, pneumatische Ventile, Zahnradantrieb              |
| Hubraum                    | 1000 cm³ |
| Gemischbildung             | Kraftstoffeinspritzung                                                                                      |
| Kraftstoff                 | BP |
| Schmierstoffe              | Motul (2015–2017) Gulf (2018–2020) Castrol (2021–)                                                          |
| Motorschmierung            | Nasssumpf                                                                                                   |
| Datenaufzeichnung          | 2D |
| maximale Leistung          | 300 PS (geschätzt)                                                                                          |
| maximale Geschwindigkeit   | > 350 km/h                                                                                                  |
| Auspuff                    | Akrapovič (2015–2021) SC Project (2022–)                                                                    |
| Getriebe                   | |
| Type                       | 6-Gang-Kassettengetriebe, mit alternativen Übersetzungsverhältnissen                                        |
| Kupplung                   | Trockene Mehrscheiben-Rutschkupplung                                                                        |
| Chassis und Fahrwerk       | |
| RahmenTyp                  | Zweirohrrahmen aus Aluminium, Schwinge aus Kohlefaser                                                       |
| Vorderradfederung          | Öhlins Magnesium, voll einstellbare Teleskopgabel                                                           |
| Hinterradfederung          | Öhlins Pro-Link, voll einstellbares Monofederbein                                                           |
| Vorder-/Hinterreifen       | 17 Zoll vorn und hinten, Michelin                                                                           |
| Bremsscheiben vorne/hinten | Brembo Doppelscheibe aus Carbon-Keramik, 320–355 mm Durchmesser (vorn) Brembo Einscheibe aus Stahl (hinten) |
| Bremssattel vorne/hinten   | Brembo GP4 Aluminium-Monoblock, Vierkolben-Festsattel, radial montiert (vorn) Brembo-Einkolbenfestsattel    |
| Gewicht                    | 157 kg (FIM-Reglement)                                                                                      |
| Tank                       | 22 l (FIM-Reglement)                                                                                        |

## Statistik
(Stand: GP von Spanien 2017)
| Saison | Team                        | Startnummer | Fahrer          | Rennen | Siege | Zweiter | Dritter | Poles | schn. Runden | Punkte   | WM-Platz |
| ------ | --------------------------- | ----------- | --------------- | ------ | ----- | ------- | ------- | ----- | ------------ | -------- | -------- |
| 2015   | Aprilia Gresini             | 6           | Stefan Bradl    | 9      | —     | —       | —       | —     | —            | 8 (17) 1 | 18.      |
| 2015   | Aprilia Gresini             | 19          | Álvaro Bautista | 18     | —     | —       | —       | —     | —            | 31       | 16.      |
| 2015   | Aprilia Gresini             | 33          | Marco Melandri  | 8      | —     | —       | —       | —     | —            | —        | —        |
| 2015   | Aprilia Gresini             | 70          | Michael Laverty | 1      | —     | —       | —       | —     | —            | —        | —        |
| 2016   | Aprilia Racing Team Gresini | 6           | Stefan Bradl    | 17     | —     | —       | —       | —     | —            | 63       | 16.      |
| 2016   | Aprilia Racing Team Gresini | 19          | Álvaro Bautista | 18     | —     | —       | —       | —     | —            | 82       | 12.      |
| 2017   | Aprilia Racing Team Gresini | 22          | Sam Lowes       | 4      | —     | —       | —       | —     | —            | —        | (23.)    |
| 2017   | Aprilia Racing Team Gresini | 41          | Aleix Espargaró | 4      | —     | —       | —       | —     | —            | 17       | (13.)    |
| Gesamt | Gesamt                      | Gesamt      | Gesamt          | 40     | —     | —       | —       | —     | —            | 201      |          |

| 1 ab Indianapolis bei Aprilia (Gesamtpunkte in Klammern) |